# Piccolo Town
Piccolo Town (ピッコロタウン) est un label musical japonais spécialisé dans la J-pop, appartenant à la compagnie japonaise Up-Front Works. Le label est lié à la maison de disques King Records, et édite les disques de plusieurs artistes du Hello! Project, notamment ceux de Maki Goto, Berryz Kōbō, ou v-u-den.